# 印象·日出
印象·日出（法語：Impression, soleil levant）是法國畫家克勞德·莫內的著名畫作，绘制的是故乡勒阿弗尔的景色，路易·勒鲁瓦根據這幅畫提出了「印象派」稱呼。現在存放在巴黎的瑪摩丹美術館內。

## 历史

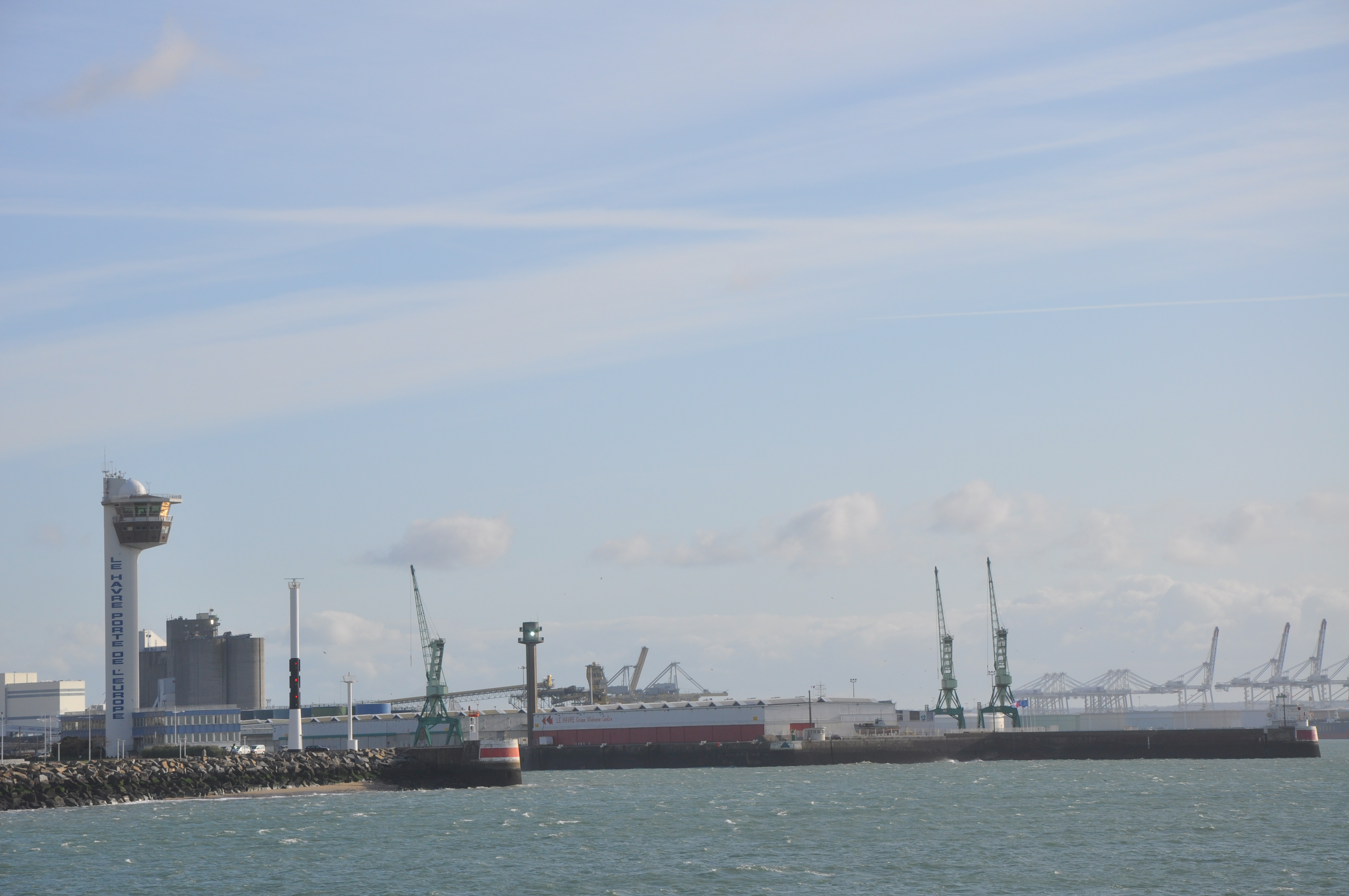
勒阿弗尔港

1872年莫內回到故乡勒阿弗尔，绘制了六幅描绘勒阿弗尔港的作品，分别描绘不同时间段的勒阿弗尔港口景色，《印象·日出》为其中一幅。
《印象·日出》1874年4月在巴黎展出。1985年菲利普·雅曼（Philippe Jamin）和优素福·基蒙（Youssef Khimoun）将其从瑪摩丹美術館盗走，1990年才找回，次年重新展出。

## 軼事
2014年，美國德州州立大學的天體物理學家唐纳德·奥尔森（Donald Olson）藉由比對畫中景物作品年代的氣象資料，確切得到畫中日出的時間是1872年11月13日早上7點35分。

## 外部連結
- Will the real Monet please stand up? （页面存档备份，存于）